# Заречный (Воронежская область)
Заречный — посёлок в Бобровском районе Воронежской области России.
Входит в состав Верхнеикорецкого сельского поселения.

## Население
| 2000 | 2005 | 2010 |
| ---- | ---- | ---- |
| 301  | ↘261 | ↘196 |